# Kaštel Novi
Kaštel Novi so naselje na Hrvaškem, ki upravno spada pod mesto Kaštela; le-ta pa spada pod Splitsko-dalmatinsko županijo.

## Zgodovina
Začetki naselja Kaštel Novi segajo v leto 1512 ko je trogirski plemič
Pavao Cipiko, nečak Koriolana Cipika, postavil utrjen grad. Iz tistega časa je ohranjen je obrambni stolp z grbom družine Cipiko. Na severozahodni in južni steni obrambnega stolpa pa so vidni ostanki renesančnih oken. Gradu je pripadala tudi renesančna cerkvica sv. Roka postavljena po epidemiji kuge leta 1586 na ostankih starejše gotske cerkvice. Na trgu stoji mestna loža iz 18. stoletja in stolp z uro. Nad naseljem na lokaciji imenovani Miri pa ležijo ostanki rimske víle rústike. Na tej lokaciji je bila v 
11. stoletju postavljena cerkvica, kasneje v 12. stoletju pa zelo verjetno tudi samostan.
Med naseljema Kaštel Novi in Kaštel Stari so po 2. svetovni vojni postavili spomenik v spomin borcem padlim v NOB. Spomenik je delo kiparja Marina Studina.

## Demografija
| Pregled števila prebivalcev po letih | Pregled števila prebivalcev po letih | Pregled števila prebivalcev po letih | Pregled števila prebivalcev po letih | Pregled števila prebivalcev po letih | Pregled števila prebivalcev po letih | Pregled števila prebivalcev po letih | Pregled števila prebivalcev po letih | Pregled števila prebivalcev po letih | Pregled števila prebivalcev po letih | Pregled števila prebivalcev po letih | Pregled števila prebivalcev po letih | Pregled števila prebivalcev po letih | Pregled števila prebivalcev po letih | Pregled števila prebivalcev po letih |
| ------------------------------------ | ------------------------------------ | ------------------------------------ | ------------------------------------ | ------------------------------------ | ------------------------------------ | ------------------------------------ | ------------------------------------ | ------------------------------------ | ------------------------------------ | ------------------------------------ | ------------------------------------ | ------------------------------------ | ------------------------------------ | ------------------------------------ |
| 1857                                 | 1869                                 | 1880                                 | 1890                                 | 1900                                 | 1910                                 | 1921                                 | 1931                                 | 1948                                 | 1953                                 | 1961                                 | 1971                                 | 1981                                 | 1991                                 | 2001                                 |
| 937                                  | 1011                                 | 987                                  | 1079                                 | 1172                                 | 1143                                 | 1346                                 | 1300                                 | 1246                                 | 1533                                 | 1789                                 | 2295                                 | 3128                                 | 4050                                 | 5309                                 |